# Jordi Albert II d'Erbach-Fürstenau
Jordi Albert II d'Erbach-Fürstenau -Georg Albrecht II von Erbach-Fürstenau (alemany) - (Fürstenau, Alemanya, 26 de febrer de 1648 - ibídem, 23 de març de 1717) era fill del comte Jordi Albert I d'Erbach (1597-1649) i de la comtessa Elisabet Dorotea de Hohenlohe-Waldenburg-Schillingsfürst (1617-1655). El 3 de novembre de 1671 es va casar a Waldenburg amb Anna Dorotea de Hohenlohe-Waldenburg (1656-1724), filla del comte Felip Gottfried (1618-1679) i d'Anna Cristina de Limpurg-Sontheim (1618-1685). El matrimoni va tenir tretze fills:
- Cristina (1673-1732)
- Felip Enric (1676-1676)
- Felip Carles (1677-1736), casat amb Carlota Amàlia de Kunowitz (1677-1722).
- Dorotea Elisabet (1679-?)
- Carles Guillem (1680-1714)
- Frederic (1681-1709)
- Frederica Albertina (1683-1709)
- Un fill nascut i mort el 1685
- Jordi Guillem (1686-1757)
- Jordi Albert (1687-1706)
- Enriqueta Juliana (1689-1718)
- Jordi August (1691-1758), casat amb la comtessa Ferrandina Enriqueta de Stolberg-Gedern (1699-1750)
- Cristià Carles (1694-1701)